# يوجين تسابل
يوجين تسابل (و. 1851 – 1924 م) هو صحفي، ومترجم، وناقد أدبي، ودرامي ‏، وكاتب من الرايخ الألماني، ولد في كونيغسبرغ، توفي في برلين، عن عمر يناهز 73 عاماً.